# Dongjiang (sockenhuvudort i Kina, Hunan)
Dongjiang (kinesiska: Dongjiang Xiang, 东江乡) är en sockenhuvudort i Kina. Den ligger i provinsen Hunan, i den södra delen av landet, omkring 150 kilometer nordväst om provinshuvudstaden Changsha. Antalet invånare är 10 428. Befolkningen består av 5 217 kvinnor och 5 211 män. Barn under 15 år utgör 11,0 %, vuxna 15-64 år 78 %, och äldre över 65 år 9,0 %.
Runt Dongjiang är det tätbefolkat, med 442 invånare per kvadratkilometer. Närmaste större samhälle är Changde, 6,8 km väster om Dongjiang. Trakten runt Dongjiang består till största delen av jordbruksmark.
Genomsnittlig årsnederbörd är 1 808 millimeter. Den regnigaste månaden är maj, med i genomsnitt 302 mm nederbörd, och den torraste är december, med 45 mm nederbörd.